# D331 (Meurthe-et-Moselle)
De D331 is een departementale weg in het Oost-Franse departement Meurthe-et-Moselle. De weg loopt van Ludres (aansluiting A330) naar Colombey-les-Belles. De weg wordt even voorbij Maizières genummerd als D974. De wegverbinding sluit vervolgens aan op de A31. De expresweg heeft een breed wegprofiel; enkele weggedeelten zijn ingericht als driestrooksweg.
In 1991 werd het deel tussen de A330 en Pont-Saint-Vincent geopend. In 2002 werd het laatste deel van de expresweg geopend. Er zijn plannen om de weg door te trekken naar de A31 ter vervanging van de D974.